# Svaz slezských měst
Svaz slezských měst (polsky Związek Miast Śląskich) byl spolek slezských měst založený v polovině 14. století, který přetrval do 16. století.

## Města
Zakládajícími členy svazu byla města: 
- Bolesławiec
- Chojnów
- Jawor
- Jelení Hora
- Lwówek Śląski
- Svídnice
- Wleń
- Złotoryja

## Historie
Po husitských válkách svaz slezských měst spolu s dalšími slezskými a lužickými městy v roce 1447 vykoupil hrady Adršpach, Belver, Střmen, Skály, Vízmburk a Žacléř a nechal je pobořit.